# Upadit Pachariyangkun
Upadit Pachariyangkun (en thaï : อุปดิศร์ ปาจรียางกูร), (né le 10 décembre 1920 à Bangkok - mort le 5 juillet 2012) est un diplomate et homme politique, ministre des affaires étrangères thaïlandais.

## Biographie
Upadit Pachariyangkun est né le 10 décembre 1920, à Bangkok en Thaïlande. Il rejoint le ministère des affaires étrangères en 1942, est en poste à Berlin en Allemagne de 1942 à 1945, puis à Berne en Suisse de 1946 à 1950. 
Il soutient sa thèse en sciences économiques et politiques à l'université de Berne en 1949.
Il est nommé secrétaire à Buenos Aires de 1955 à 1960. 
Dans les années 1960, et notamment en 1965, il est représentant permanent de la Thaïlande à l'ONU et fait une déclaration appuyant la Résolution 2079 de l'Assemblée générale des Nations unies sur le Tibet. 
De 1972 à 1973, il est ambassadeur à la Mission Permanente de la Thaïlande auprès de l'Office des Nations unies à Genève et ambassadeur à la Royal Thai Embassy à Berne.
De 1975 à 1977, il est ambassadeur de la Thaïlande aux États-Unis.
Du 22 octobre 1976 au 11 février 1980, il est ministre des affaires étrangères de la Thaïlande.

## Publication
- (de) Die Volkswirtschaft Siams und ihre internationalen Beziehungen, Thèse, Berne, 1950, (OCLC 24688890)